# مايكل كارلسن
مايكل كارلسن هو سائق سيارة سباق ومهندس دنماركي، ولد في 8 نوفمبر 1963.